# Японская ширма

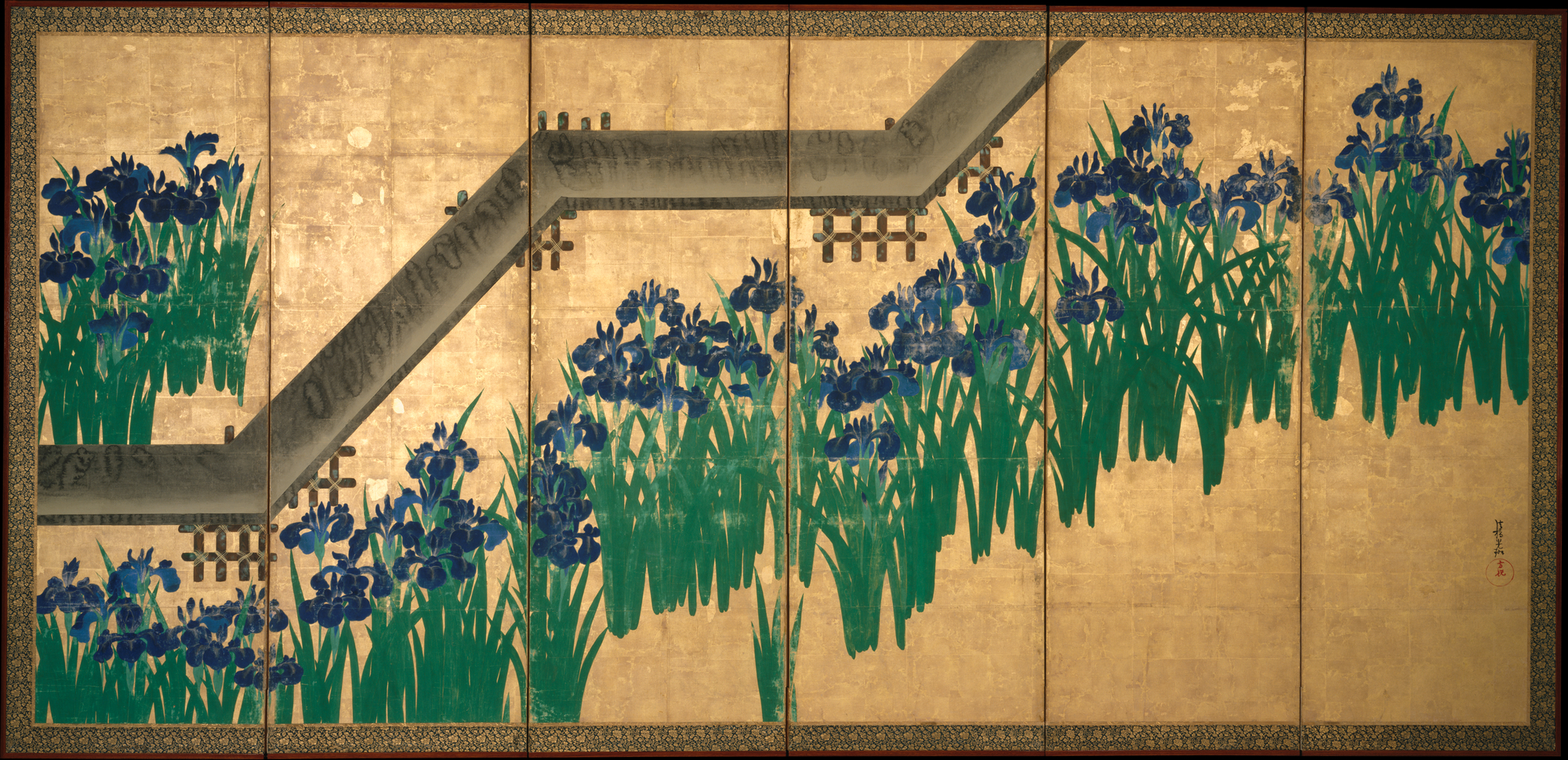
«Ирисы у Яцухаси», Огата Корин, после 1709, Метрополитен-музей

Японская ширма или Бёбу (яп. 屏風 бё:бу, стена от ветра) — небольшая портативная перегородка, сделанная из нескольких панелей с использованием росписи и каллиграфии, предназначенная для отделения части комнаты и организации интерьера. Живопись на ширмах получила в Японии весьма широкое распространение и играет значительную роль в истории искусства Японии.

## Особенности изготовления и росписи японской ширмы

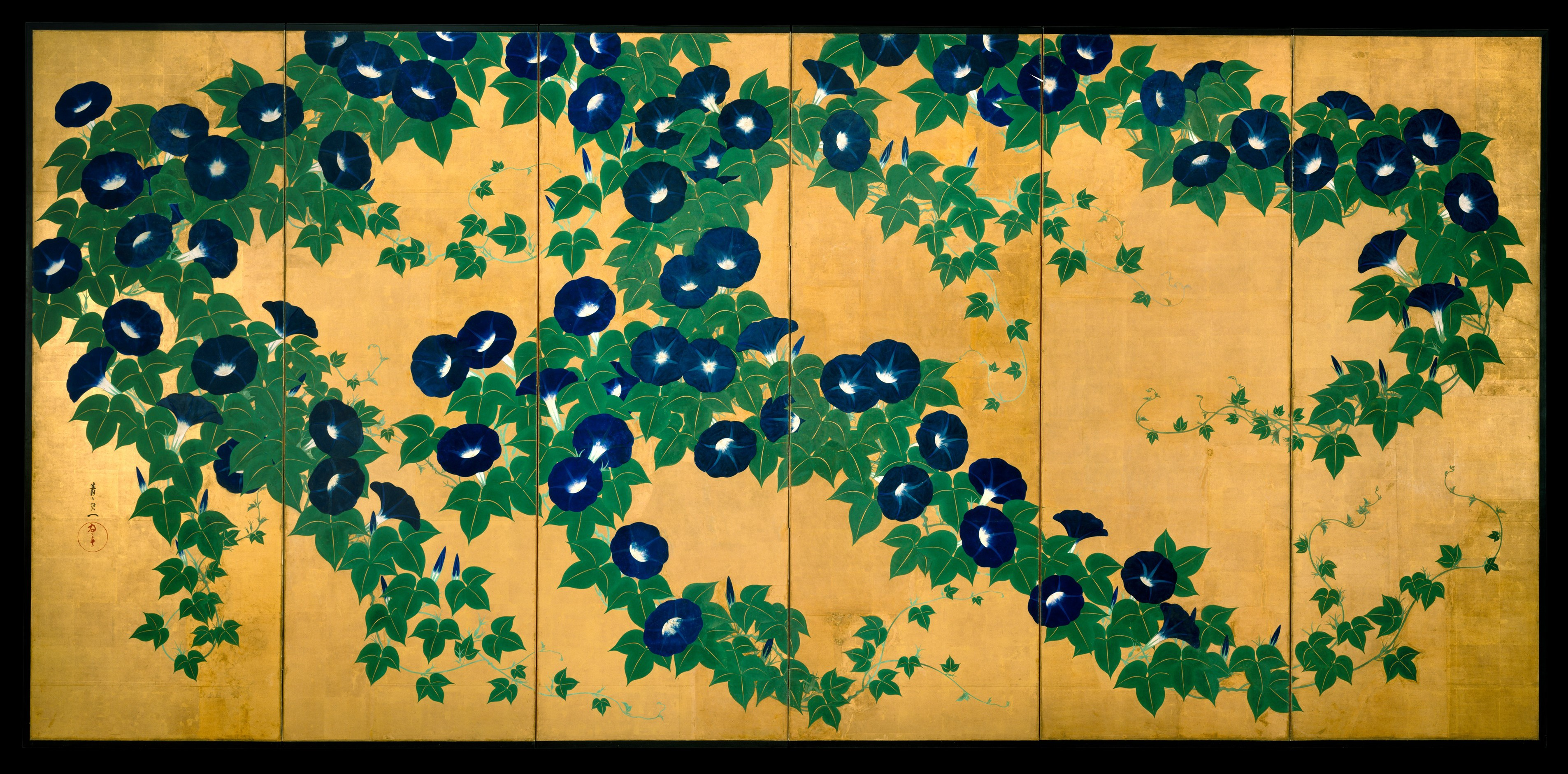
«Ипомеи», Судзуки Киицу, начало XIX века, Метрополитен-музей

«Сосновый лес», Хасэгава Тохаку, XVI век, Токийский национальный музей

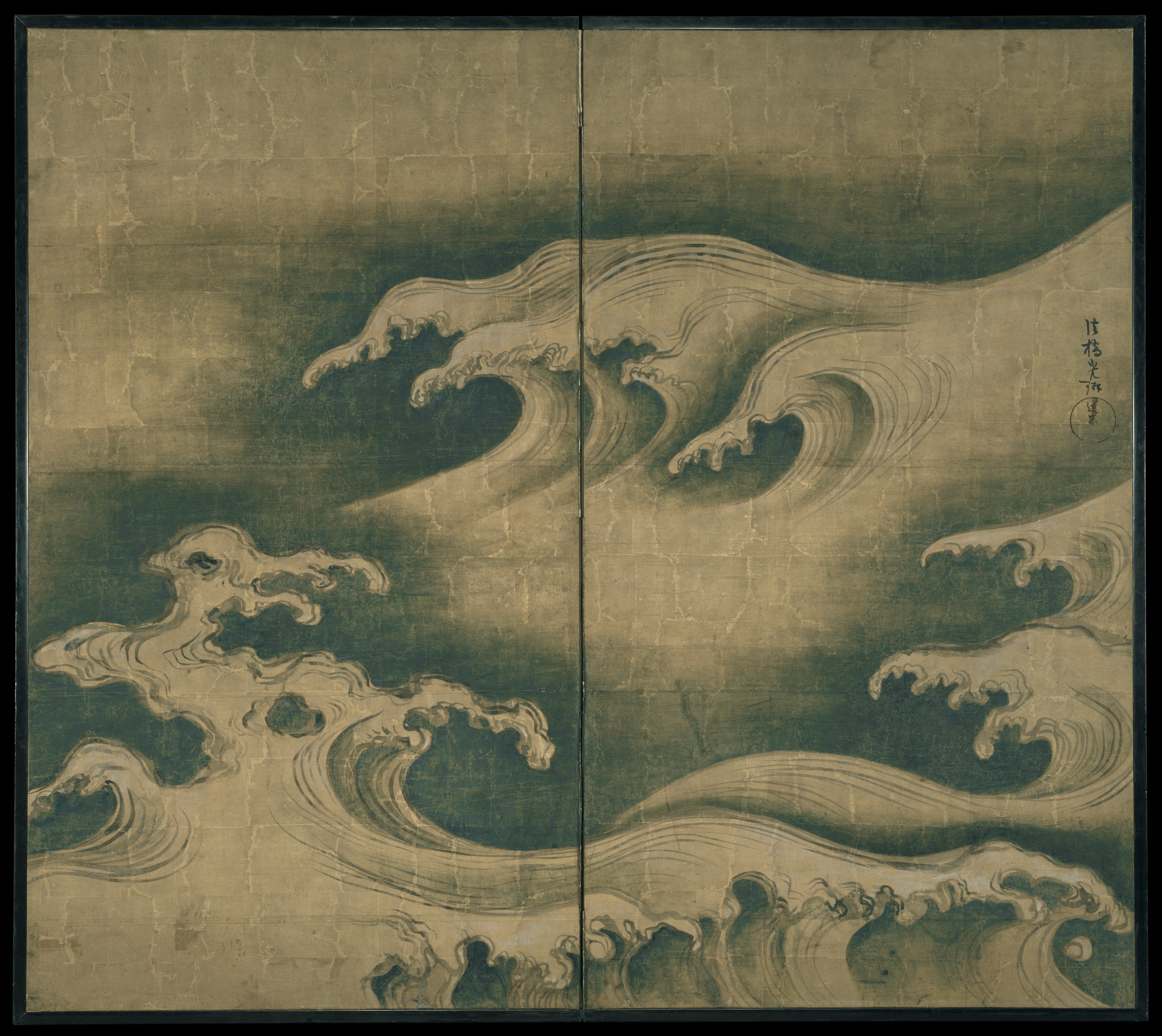
«Бурные волны», Огата Корин, ок. 1704, Метрополитен-музей

Как и многие предметы быта и виды искусства Японии, японские ширмы уходят корнями в Китай; прототипы ширм датируются временами правления Империи Хань. Слово бёбу буквально обозначает «защита от ветра», за счёт чего можно предположить, что это было первоначальным предназначением ширм. Они ставились перед дверями, защищая дом от злых духов. Первые ширмы появились в VIII веке, когда японские мастера стали изготавливать свои собственные работы на основе китайских образцов.
В Японии изготавливались двухстворчатые ширмы, встречались также ширмы из шести и восьми створок. Высота японских ширм обычно примерно 150—160 см, а длина может доходить до 360 см. Для изготовления ширмы использовалась прочная бумага «гампи», а также позолоченная бумага и шёлк. Мастера делали роспись на отдельных листах, затем листы скреплялись на внутренней и внешней рамах.  Панели японских ширм плотно соприкасаются друг с другом в развёрнутом виде, таким образом, мастер мог создавать на всей площади ширмы единый рисунок. Многие живописцы учитывали динамику складывания ширмы и использовали сгибы для создания композиции и перспективы (например «Сосновый лес», Хасэгава Тохаку).

## Функции ширмы

«Кипарис», Кано Эйтоку, ок. 1580—1590, Токийский национальный музей

Ширмы в Японии использовались и используются в настоящее время в различных  аспектах организации интерьера жилища. Складные панели могли отделять место для уединённого чтения или занятий писательством, личной встречи, сна, а также чайной церемонии или проведения ритуалов. В прошлом ширма служила показателем богатства и власти её владельца.

## История

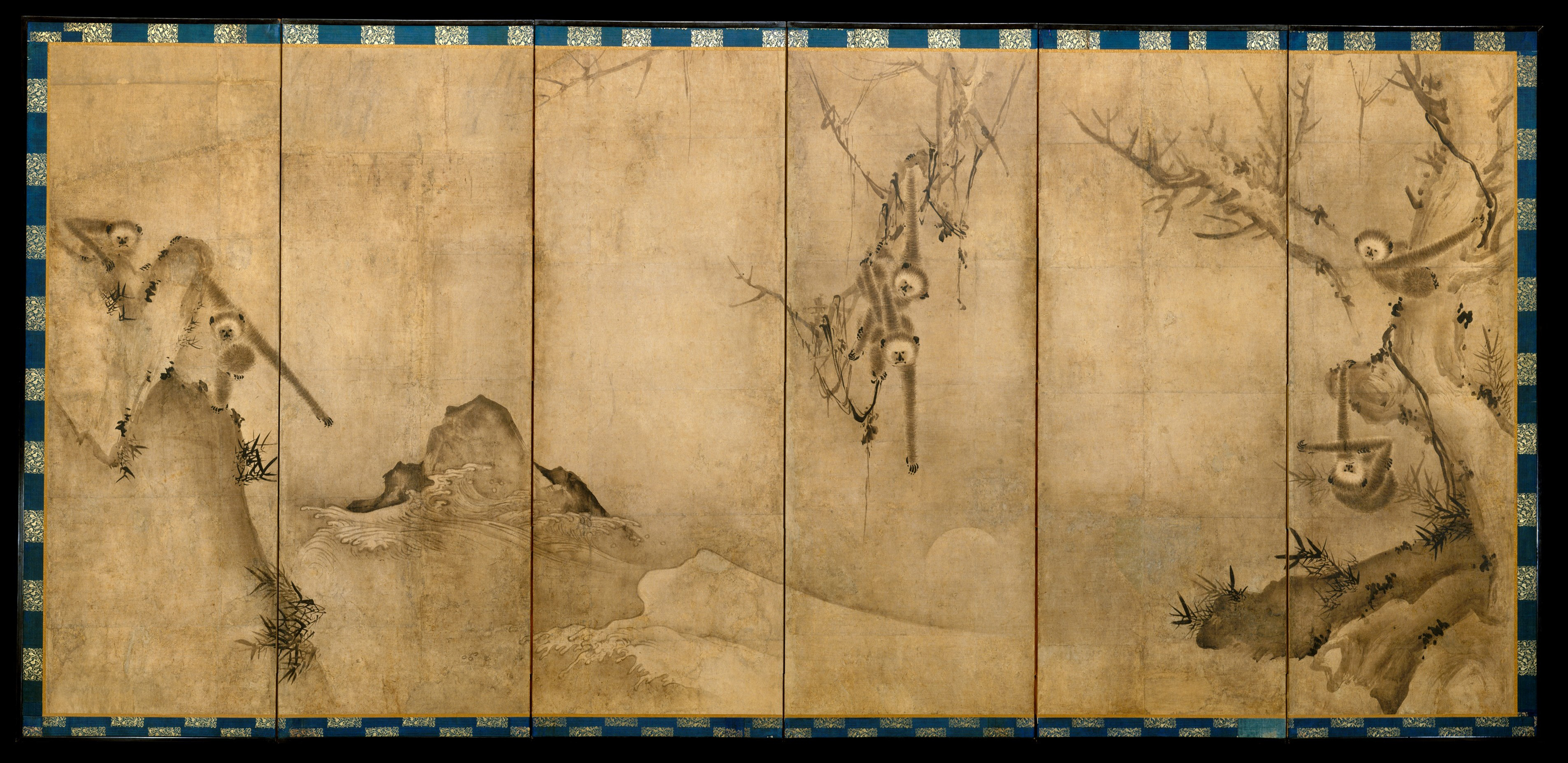
«Пейзаж с гиббонами», Сэссон Сюкэй, ок. 1570, Метрополитен-музей

В период Нара (646–794) произошло зарождение оригинальной японской ширмы, их внешнего вида. Первые ширмы в Японии были при дворе императора и служили для важных церемоний. Чаще всего встречались шестистворчатые ширмы; роспись на панелях производилась по шёлку; скрепление панелей производилось при помощи нитей шёлка.
В период Хэйан (794–1185) ширмы стали частью интерьера домов даймё, а также  буддистских и синтоистских храмов. На храмовых ширмах часто можно встретить изображение поэта-отшельника или мудрецов. Дзэнигата (яп. 銭形), металлические детали круглой формы, стали использоваться для скрепления панелей ширмы. В конце IX века на ширмах стали появляться японские сюжеты. Это связано с развитием стиля синдэн-дзукури в архитектуре. Именно в хэйанскую эпоху в Японии развивалась концепция эмоционального отношению к вещам, в том числе ширмам, стремление видеть в вещах красоту и очарование (аварэ), что отразилось в искусстве и следующих столетий.
В период Муромати (1392–1568) ширмы появились во многих домах, магазинах и додзё. Чаще всего встречались двустворчатые ширмы. Вместо дзэнигаты для скрепа стали использоваться бумажные петли. Таким образом, масса ширмы существенно уменьшалась. Также эта технология позволила отказаться от вертикальных деревянных вставок на сгибах, и художники могли создавать единый рисунок по всей поверхности ширмы. Пейзажи в технике суйбоку одним из первых на ширмах стал делать Сюбун. В Киото зародился особый жанр росписи ширм с панорамными видами города и его пригородов ракутю ракугаи.
Период Адзути-Момояма (1568–1600) и начало периода Эдо (1600–1868) характеризуется ростом популярности ширм, они стали появляться в жилищах самураев, становясь символом их силы и богатства. В процессе изготовления ширм и тематике росписи произошли некоторые изменения. В связи с тем, что ширма стала нести в себе символ богатства, роспись часто делали на золотом фоне яркими красками, среди сюжетов появились картины из повседневной жизни (среди которых можно выделить Тагасодэ), а также эпические сцены, пейзажи с четырьмя временами года, животные и растения. Пионерами в этом стали представители школы Кано и мастер Кано Эйтоку. С XVI века ширмы стали появляться в домах простых горожан.
В XIX веке в связи с возникновением и популярностью японизма японские ширмы стали импортировать в Европу. Французский художник Одилон Редон создал серию панелей, вдохновившись японскими бёбу. В настоящее время процесс изготовления ширм часто автоматизирован, некоторые семьи, передающие своё ремесло из поколения в поколение, продолжают традиции ручного изготовления бёбу.

## Художники, работавшие с ширмами
- Сюбун (1414—1463)
- Сэссю (1420—1506)
- Кано Эйтоку (1543—1590)
- Таварая Сотацу (1600—1643)
- Огата Корин (1658—1716)
- Сакаи Хоицу (1761—1828)
- Судзуки Киицу (1796—1858)
- Камисака Сэкка (1866—1942)